# 哲合忍耶
哲合忍耶派（阿拉伯语：جهرية，Jahrīyya，意为“公开的、响亮的”）也译为哲合林耶、哲赫忍耶、哲赫林耶、哲罕忍耶、哲罕仁耶、哲罕耶等，因主张高声念诵赞词（即克尔），因此也称为“高念派”或“高声派”，是中国伊斯兰教苏菲主义中传播最广，信仰者最多的门宦（蘇菲派別）之一，也称为“新教”，以区别于“旧教”。起源于中亚的纳克什班迪教团，公元18世纪由始传者马明心引入中国。

## 历史
马明心曾在麦加及也门游学十六年，学习伊斯兰教理，在也门宰比德地方的苏菲学者、纳克什班迪派改革派导师阿札因（Al-Zayn，哲派汉文资料称之为“海足若·其色依尼”）及其两个儿子阿卜杜·哈利克（Abd al-Khaliq）、穆罕默德·布录色尼门下学习了神秘主义。1741年，马明心回国在河州、循化等地传教，1744年传入甘肃、宁夏、青海一带。乾隆二十七年（1762年），马明心定居在甘肃安定县（今定西县）官川，并以此为中心传教，故而又被信徒尊称为“官川阿则孜”（官川老人家）、“官川太爷”等，他这一派也被派外人士称为“官川门宦”。
新教进入中国后，与原有的虎夫耶派（旧教、“花寺门宦”）信徒间存在冲突，械斗不时发生。乾隆四十六年（1781年）正月，撒拉族聚居区循化厅新老教爆发冲突，新教以马明心大弟子撒拉族苏四十三为首，提出口号“杀老教，灭土司”，双方爆发械斗。在处理双方激烈械斗时，清廷偏向老教，打压新教，借新、旧教派械斗之名秘密逮捕马明心并将其处决。随后械斗转变为反清回变。最终镇压后，乾隆帝宣布哲合忍耶派为邪教，并令“永禁回民不得立新教”。其中马明心长子马顺清于1781年被清廷发配至云南他郎寨（今墨江县）矿山服劳役，故称“他郎太爷”。后被马明心门生救出，在河西东沟娶妻成家，经营工商业，至同治初年成为当地巨富。
1784年，田五、张文庆、马四娃等哲赫忍耶教众在石峰堡反清，但被清廷镇压。此后，清廷对该派的镇压愈发严酷，其第二、三代教主穆宪章、马达天相继被杀。
1817年至1869年间，宁夏马以德、马化龙父子相继任哲赫忍耶派第四、五代教主，以灵州为宣教基地。1862年，同治陕甘回乱爆发，马化龙在金积堡反清（今宁夏吴忠市境内）。1870年，马化龙向清军投降，1871年与其亲属、部众一同被处死，其他投降回民则被分开押往不同地点安置。同年，马明心四世孙马元章率教众10多人逃出云南，潜回甘肃张家川。
马元章之父即是马顺清第三子马世麟，马世麟因参加杜文秀反清失败，于同治十年(1871年)二月自杀，马元章则逃出。同治十二年（1873年）至光绪二十二年（1896年）间，马元章一直在为复兴教门奔走。光绪八年（1882年），马元章奉西府白氏之命，与马化龙三弟马成龙之女成婚，落居于沙沟。自此，沙沟成为马元章复兴哲合忍耶教门的中心，他这一派也被称为沙沟门宦。
在马元章领导下，哲合忍耶教派发展很快，教民遍布甘肃、宁夏、青海、新疆、河南、河北、山东、四川、江苏、云南、贵州、吉林、黑龙江、北京、天津等地。此外，他还统一了“老官川派”，该派只信仰马明心，是自第二代教主穆宪章时代分裂出去的，当时分散在甘肃河州、定西及青海循化一带。当时马元章的教产分布于数个省，有庄园几十处，土地数万亩。
1920年，马元章去世，其子马震武主持教务。

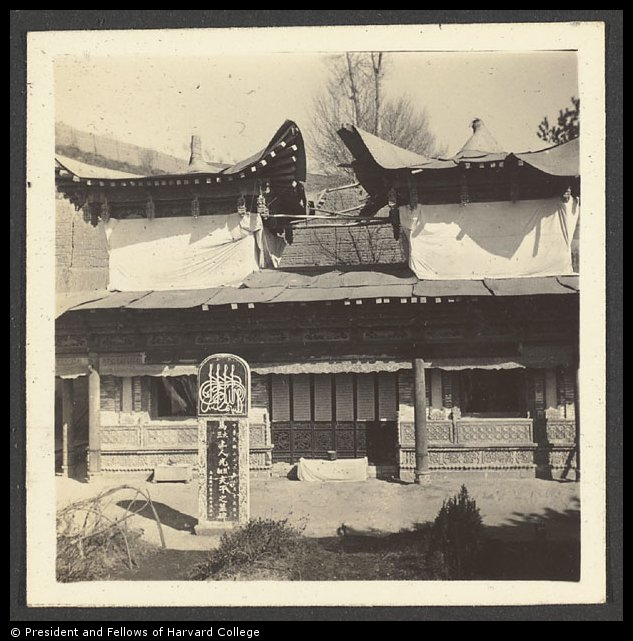
甘肃宣化岗的马元章墓，1936年左右拍摄

哲合忍耶派在流传过程中，形成了五个分支，分别以宁夏西吉沙沟、新店子（位于西吉县什字乡山庄村）、吴忠板桥、甘肃张家川宣化岗（北山）、南川为中心。其中马震武掌管沙沟分支的教权，以沙沟和西吉滩为传教中心，掌握兰州马明心拱北和吉林船厂马达天拱北；马腾霭掌握板桥分支的教权。
据1990年代后期统计，哲合忍耶派在宁夏的教众约有40万人。

## 教义
哲合忍耶派教众较为明显的特征是戴黑白六角帽且不留鬓须。出于历史原因，该派有较为强烈的“为主殉教”的“舍希德”观念。。但在马元章时期，历代哲合忍耶教主强调“舍西德”(为教牺牲)的作法为他所改革，反而主张休养生息，和平兴教。哲赫忍耶派允许不去麦加朝觐，如果教徒缺少朝觐费用，可以用朝觐拱北、道堂来代替，故而该派去麦加朝觐者较少。
《热什哈尔》是哲合忍耶派的重要典籍，“热什哈尔”是阿拉伯语（رشح），意为“泄漏出、出汗”，常常引申为“晶莹、烁亮、露珠”等，该书名采用的是“露珠”意。该书前半部以阿拉伯语写成，后半部则以波斯语写成，是哲合忍耶派的道谱，记载了各辈教主及其传教活动，是该派重要的历史资料和宗教典籍。该书的汉译本于1993年出版。2021年出版了新的汉译本，新译本有更详细注释和校勘，其中附有原手稿。